# Venda da Luísa
Venda da Luísa é uma aldeia portuguesa, localizada na freguesia de Anobra e Sebal, Município de Condeixa-a-Nova, distrito de Coimbra.
A aldeia Venda da Luísa situa-se oeste de Coimbra. Antigamente, os habitantes da Venda da Luísa dedicavam-se exclusivamente à agricultura. Apenas em 1972 foi instalada a eletricidade. Segundo os Censos de 2001, a população da Venda da Luísa situa-se nos 309 habitantes sendo que 180 destes pertence à freguesia da Anobra.[carece de fontes?]

## Lenda
Relatam as pessoas mais idosas que a "Venda da Luísa" ficou com este nome devido à existência de uma mercearia nesta localidade, que pertencia a uma senhora chamada Luísa. Quando as pessoas necessitavam de ir comprar alguma coisa, diziam que iam à "Venda da Luísa". Como tal, a aldeia ficou a chamar-se "Venda da Luísa".[carece de fontes?]

## Capela
A Capela da Venda da Luísa foi fundada em 1965. A construção desta pequena mas acolhedora capela deveu-se a algumas pessoas da aldeia que com as suas doações e também esforço físico, conseguiram-na tornar realidade. A capela foi alvo de uma reconstrução no ano de 2000. [carece de fontes?]

## Associação Recreativa Cultural Desportiva Venda da Luísa
A ARCD Venda da Luísa foi construída em 1984 sendo inaugurada em 1985 (e além de ter sido construída e inaugurada não tem âmbito de actividade nenhuma que era o que era útil que se indicasse).

## Festa de Nossa Senhora da Conceição
Desde de 1966, se realiza no dia 15 de agosto a festa em honra de Nossa Senhora da Conceição. A parte religiosa da festa começa na noite do dia 14, com a "Missa Vespertina" na Capela e posteriormente, inicia-se a procissão das velas percorrendo as ruas da aldeia. Na tarde do dia 15 de agosto há a missa em honra de Nossa Senhora da Conceição e de seguida, os santos saem à rua transportados pelo povo da aldeia.
A festa em honra de Nossa Senhora da Conceição na Venda da Luísa é das mais acarinhadas pelos habitantes do concelho de Condeixa-a-Nova e isso comprova-se com a grande afluência dos jovens e adultos às noites no recinto da ARCD da Venda da Luísa.